# خط عرض مكافئ
خط العرض المكافئ هو إحداثي لاغرانجيان
يتم استخدامه في علوم الغلاف الجوي،
وبالأخص في دراسة ديناميكيات الغلاف الجوي العلوي.
ويتبع كل خط تساوي في خريطة خط العرض المكافئ الخاص
بالكاشف الجوي، ويحيط بنفس المساحة كخط العرض
ذي القيمة المكافئة، وبذلك يكون «خط العرض المكافئ».
ويتم حساب خط العرض المكافئ من الدوامية المحتملة،
من المحاكاة السلبية للكاشف
ومن القياسات الفعلية للكواشف الجوية مثل الأوزون.

## حساب خط العرض المكافئ
يتضمن حساب خط العرض المكافئ إنشاء دالة رتيبة بين قيم خط العرض المكافئ
والكاشف المعتمد عليه: فالقيم العليا للكاشف تلتقي في الرسم مع
القيم العليا لخط العرض المكافئ.
وتوجد طريقة دقيقة وهي تعيين
مساحة ممثلة لكل من قياسات الكاشف، لتملأ المكان بأكمله.
وبذلك، فإنه بالنسبة لمجال كاشف موزع بانتظام في خطوط الطول والعرض،
تستغل نقاط الشبكة القريبة من القطب مساحة أصغر،
بما يتناسب مع جيب التمام من خط العرض.
قم الآن بتصنيف كل قيم الكاشف ثم كوّن المجموع التراكمي.
يعطى خط العرض المكافئ من المساحة كما يلي:
{\displaystyle \phi =\sin ^{-1}\left({\frac {A}{2\pi R^{2}}}-1\right)}
حيث A هي المساحة المحيطة بالجنوب (A = 0 بما يتطابق مع القطب الجنوبي المكافئ) و R نصف قطر الأرض.
وتولد هذه الطريقة تخطيطًا مستمرًا كلما سمحت البيانات
مقابل توزيع الخانات الذي ينتج تخطيطًا تقريبيًا.